# Aelgifu av Northampton
Aelfgifu av Northampton, född omkring 990, död efter år 1040, var gift med Knut den store och mor till Sven Alfivasson och Harald Harfot. Hon var Norges regent från 1030 till 1035. 
Aelfgifu var dotter till en engelsman av nordiskt ursprung. Hon blev gift med Knut under Sven Tveskäggs invasion av England 1013 som en symbolisk gest av fred mellan de två folken. Då Knut blev Englands kung gifte han om sig med Emma av Normandie. Vid denna tid var det ännu accepterat av kyrkan att kungar försköt en fru och gifte om sig medan den första fortfarande levde. Aelfgifu var aldrig drottning, men hon tycks inte ha förskjutits. 
År 1030 placerade Knut hennes son Svein på Norges tron, men på grund av Sveins ålder blev hon hans regent. Hennes regeringstid kallades Álfífuǫld och beskrivs som så hård att hon och hennes son avsattes och tvingades lämna Norge 1034–1035. 
Hon och hennes son återvände då till England, där hennes närvaro är bekräftad år 1036. Hon levde obemärkt efter sin sons död 1040 och hennes död är okänd.